# Solfato rameico
Il solfato di rame o vetriolo azzurro è un sale ternario, un composto chimico a base di rame, zolfo e ossigeno di formula CuSO4. Questo sale esiste in forme diverse a seconda del grado di idratazione. La forma anidra, CuSO4, è di colore bianco-grigiastro, mentre la più comune forma pentaidrata, CuSO4·5H2O, è azzurro o blu brillante.
La forma in cui il solfato di rame si trova più comunemente è la pentaidrata, poiché è la più stabile in natura. La forma anidra e quella triidrata assorbono acqua per diventare pentaidrata, mentre la forma eptaidrata perde acqua e asciugandosi diventa pentaidrata, tendono cioè tutte all'equilibrio finale stabile, CuSO4·5H2O.
La forma anidra si trova in natura nella calcocianite, un minerale secondario raro. Forme idrate si trovano in natura nel minerale calcantite (pentaidrata), e più raramente come bonattite (tridrata, CuSO4·3H2O) e boothite (eptaidrata, CuSO4·7H2O).
Tra gli usi del solfato di rame pentaidrato si cita l'impiego in agricoltura come fungicida (nella formulazione della poltiglia bordolese) e, in minor misura, come concime; è usato anche come alghicida nella coltivazione del riso. Nel campo artistico dell'incisione calcografica viene utilizzato per la fase di morsura delle lastre di zinco in alternativa al più tossico, sebbene più efficace, acido nitrico.

## Solfato di rame(II) pentaidrato, CuSO4· 5H2O
Il solfato di rame pentaidrato, avente fissato cioè 5 molecole d'acqua nella sua struttura, è la forma più usata e comunemente reperibile in commercio.

### Struttura e configurazione elettronica

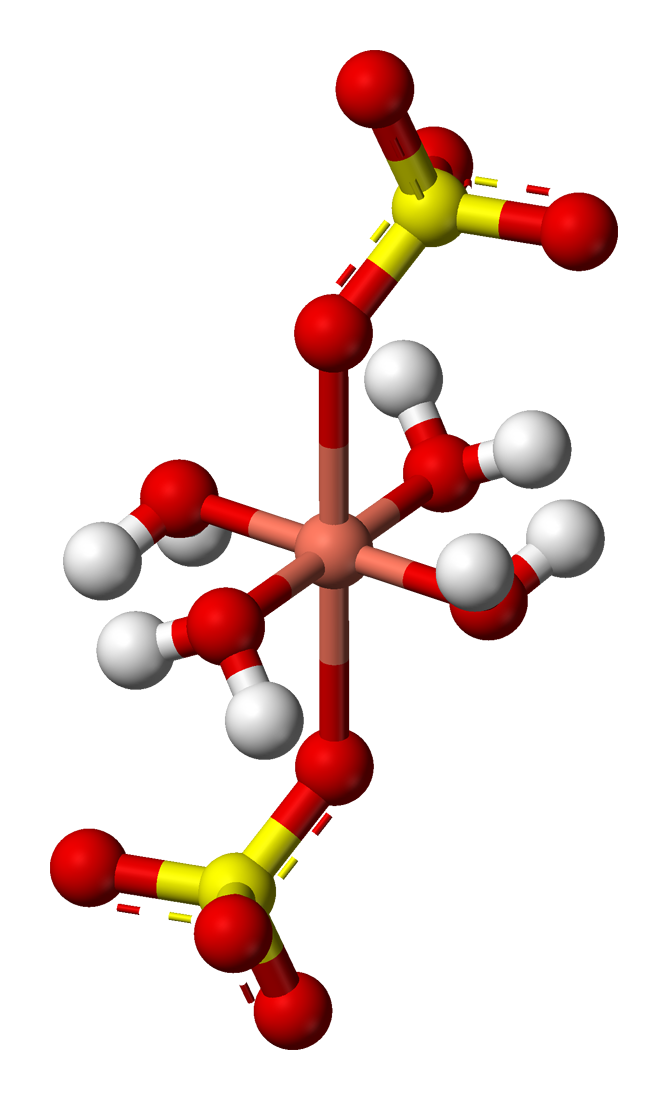
La coordinazione attorno al rame nel solfato di rame pentaidrato solido.

Lo ione Cu(II) nel solido ha coordinazione ottaedrica. Quattro molecole di acqua sono coordinate al metallo con una configurazione planare quadrata; le due posizioni assiali sono occupate da atomi di ossigeno dello ione solfato. L'ottaedro è distorto tetragonalmente. La quinta molecola d'acqua non è direttamente legata al rame, ma forma legami idrogeno con l'acqua coordinata e gli ioni solfato. In soluzione gli ioni solfato si dissociano e si forma lo ione complesso [Cu(H2O)6]2+.
Questi complessi hanno configurazione elettronica d9 e sono quindi distorti a causa dell'effetto Jahn-Teller. Il colore blu è dovuto a bande di assorbimento d-d all'interno del complesso.

### Sintesi
Industrialmente il solfato di rame pentaidrato viene preparato trattando trucioli di rame con acido solforico in presenza di aria. Alternativamente si possono trattare con acido solforico vari composti di rame(II), come ad esempio l'ossido di rame(II), CuO.

### Reattività
Il solfato di rame(II) pentaidrato si decompone per riscaldamento prima di fondere. A 88 °C perde le prime due molecole d'acqua, formando il triidrato; a 114 °C perde altre due molecole d'acqua e l'ultima molecola d'acqua viene persa a 245 °C formando CuSO4 anidro. Scaldando oltre 600 °C viene eliminata SO3 e si forma CuO. È solubile in metanolo ma insolubile in etanolo.
Per aggiunta di ammoniaca a soluzioni di solfato di rame si forma dapprima un precipitato di idrossido Cu(OH)2, che poi si ridiscioglie formando il tetrammino complesso [Cu(NH3)4(H2O)2]2+ di colore blu scuro. L'esammino complesso [Cu(NH3)6]2+ è isolabile solo in ammoniaca liquida in assenza di acqua.

### Usi[3]

#### Concime Ce e anticrittogamico
Il solfato di rame pentaidrato è un anticrittogamico dotato di attività biocida nei confronti di funghi, batteri e alghe. Usato a partire all'incirca dalla seconda metà del XIX secolo, ha una forte azione fitotossica, perciò i formulati commerciali contengono additivi che hanno lo scopo di correggere il pH e ridurre la tossicità nei confronti dei vegetali: questo avviene, ad esempio, nella poltiglia bordolese e nel composto Cheshunt. La prima è tradizionalmente impiegata come fungicida cuprico in frutticoltura e viticoltura e contiene come componente alcalinizzante l'idrossido di calcio. Il secondo, tradizionalmente usato dagli anglosassoni, è un geodisinfestante, impiegato per la disinfestazione dei substrati di semina in orticoltura e nell'ortoflorovivaismo al fine di prevenire la moria delle piantine in semenzaio, e contiene come agente alcalinizzante il carbonato d'ammonio. Si usa come erbicida non in agricoltura, ma per controllare piante acquatiche invasive vicino a tubazioni contenenti acqua. Soluzioni diluite di solfato di rame si usano per curare infezioni di parassiti in pesci d'acquario, e anche per eliminare lumache dall'acquario. Gli ioni rame(II) sono molto tossici per i pesci, e quindi bisogna fare attenzione al dosaggio. Molti tipi di alghe possono essere controllati con una concentrazione molto bassa di solfato di rame. Il solfato di rame inibisce la crescita di batteri come E. coli.

#### Reagente analitico
Il solfato di rame pentaidrato è utilizzato in molti test chimici. È usato nel reattivo di Fehling per verificare la presenza di zuccheri con proprietà riducenti, come ad esempio il glucosio. In presenza di tali zuccheri il rame(II) di colore blu presente in soluzione viene ridotto a ossido di rame(I), Cu2O, che forma un precipitato insolubile color rosso mattone. Il solfato di rame è usato anche per la determinazione di proteine con il metodo del biureto.
Un altro uso del solfato di rame è il test sull'anemia. La prova si esegue ponendo qualche goccia di sangue in una soluzione di solfato di rame di particolare gravità specifica. Sangue contenente una sufficiente quantità di emoglobina affonda rapidamente a causa della sua densità, mentre sangue meno ricco di emoglobina galleggia o affonda lentamente.
Nel saggio alla fiamma, gli ioni rame(II) emettono una luce verde-azzurra, con una tonalità decisamente più azzurra rispetto al saggio alla fiamma del bario.

#### Sintesi organica
Il solfato di rame pentaidrato è utilizzato anche in sintesi organica: facendolo reagire con permanganato di potassio si ottiene un ossidante per la conversione di alcol primari.

#### Educazione chimica

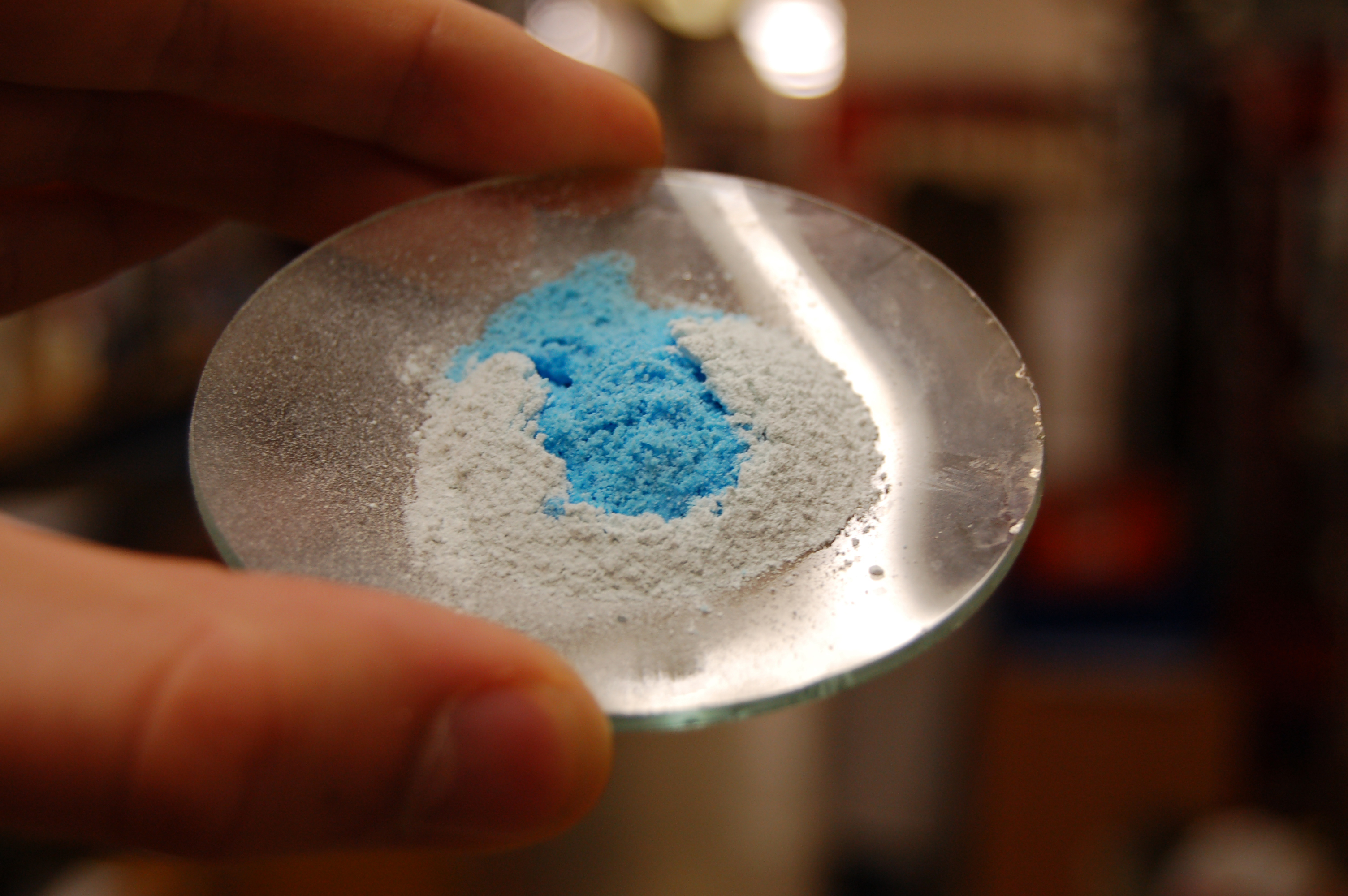
Il solfato di rame anidro (bianco) ridiventa pentaidrato (blu) aggiungendo acqua.

Il solfato di rame pentaidrato è un composto chimico solitamente incluso in giochi didattici come piccolo chimico, ed è spesso usato per accrescere cristalli nelle scuole e in esperimenti di ramatura elettrolitica di oggetti metallici. Data la sua tossicità, non è consigliato per bambini piccoli. Il solfato di rame si usa come esempio di reazione esotermica, ponendo della lana d'acciaio o del nastro di magnesio in una soluzione di CuSO4.
Nei corsi di chimica nelle scuole si usa per illustrare i sali idrati. Riscaldando il solfato di rame pentaidrato blu l'acqua di cristallizzazione presente viene rimossa, e rimane la forma anidra di colore biancastro. Se successivamente si aggiunge acqua alla forma anidra si riottiene il sale pentaidrato blu.
Una semplice reazione di spostamento si può illustrare mettendo un pezzetto di ferro in una soluzione di solfato di rame. Lo ione rame(II) viene ridotto a rame metallico mentre il ferro si scioglie formando lo ione ferro(II):
{\displaystyle {\ce {Fe(s) + Cu^2+ <=> Fe^2+ + Cu(s)}}}

#### Medicina
Nel passato il solfato di rame era usato come emetico, ma ora è considerato troppo tossico per questo uso. Si trova ancora elencato come antidoto nel Sistema di Classificazione Anatomico Terapeutico e Chimico dell'Organizzazione Mondiale della Sanità nel sottogruppo ATC V03.

#### Grafica artistica
Anche se questa scelta non è condivisa dalla maggior parte degli incisori, si può usare una soluzione di Solfato di Rame diluito al 10% per la morsura delle matrici di zinco nella tecnica dell'acquaforte. La soluzione acida così ottenuta risulta meno aggressiva e tossica rispetto all'acido nitrico, storicamente impiegato per tale tecnica, ma non meno efficace e gestibile.

## Solfato di rame(II) anidro, CuSO4
Il solfato di rame anidro, CuSO4, è commercialmente molto meno importante della forma pentaidrata, CuSO4·5H2O. È un solido biancastro che si prepara per disidratazione della forma pentaidrata; è igroscopico e basta la presenza di umidità a riformare CuSO4·5H2O. Il solfato di rame anidro ha scarsi usi pratici, ma si può usare come essiccante per solventi organici.